# Willard Schmidt
Willard Theodore Schmidt (Swanton, 14 febbraio 1910 – Coffeyville, 13 aprile 1965) è stato un cestista statunitense.

## Carriera
Ha vinto la medaglia d'oro con la nazionale di pallacanestro degli Stati Uniti alle Olimpiadi di Berlino 1936, giocando una gara.

## Palmarès
- Torneo Olimpico: 1
Stati Uniti: 1936